# Тізі-Узу
Тізі-Узу (кабіл. Tizi-Wezzu, араб. تيزي وزو, фр. Tizi Ouzou) — місто на півночі Алжиру, в регіоні Кабілія. Адміністративний центр однойменного вілаєту.

## Географічне положення
Тизи-Узу розташоване приблизно за 100 км на схід від міста Алжир (Алжир) і за 125 км на захід від міста Беджая, за 30 км на південь від узбережжя Середземного моря, на висоті 182 метрів над рівень моря. Місто розташоване в долині Ваді Себау, оточеної горами. Це друге за величиною місто історико-географічної області Кабілія після Беджаї.

## Відомі люди
- Грегуар Буйє — французький письменник.
- Каневська Владислава Дмитрівна — українська громадська діячка з роду Грушевських. Медіатор, фасилітатор, тренер та коуч.